# Buchema tainoa
Buchema tainoa is een slakkensoort uit de familie van de Horaiclavidae. De wetenschappelijke naam van de soort is voor het eerst geldig gepubliceerd in 1934 door Corea.